# Nathan Gray

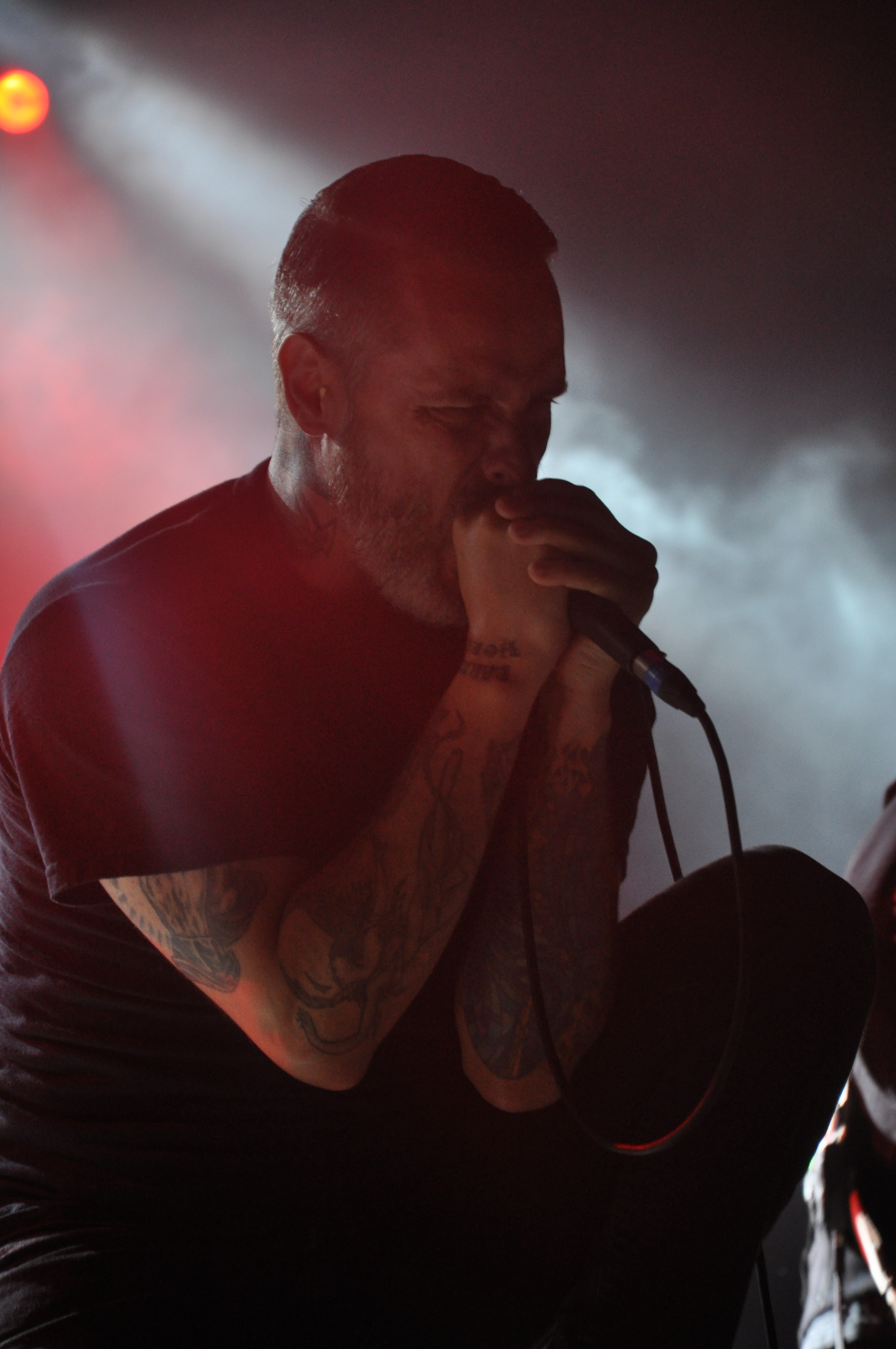
Nathan Gray spielt mit der Band Boysetsfire bei Rock am Ring am Nürburgring, 2014.

Nat Gray (geboren als Nathan Gray am 15. Juni 1972 in Wilmington, Delaware) ist eine US-amerikanische Punkmusikerin. Sie ist Sängerin der Band The Iron Roses. Gray war bis Oktober 2024 Frontperson der Band Boysetsfire, spielte in der Band The Casting Out und gründete die Metalcore-Band I Am Heresy, welche sich 2015 auflöste.

## Leben
Nat Gray wurde am 15. Juni 1972 in Wilmington im US-amerikanischen Bundesstaat Delaware geboren. Bis zu ihrem 13. Lebensjahr lebte Gray mit ihren Eltern in Newark. Grays Mutter arbeitete in einem Imbiss und ihr Vater war Fabrikarbeiter. Mit 13 zog die Familie nach Pensacola, Florida damit ihr Vater eine theologische Schule besuchen konnte. Als Gray 19 wurde, zog die Gruppe nach Maryland, da die Pläne der Familie in Florida nicht realisiert werden konnten. Gray gab in einem Interview an, dass sie in ihrer Zeit in Florida von Mitgliedern einer Kirche beeinflusst wurde, so dass sie lange Zeit Rockmusik als Sünde sah.
Gray ist verheiratet und hat zwei Söhne und eine Tochter. Mit dem ältesten Sohn Simon gründete sie später die Band I Am Heresy. Gray war Mitglied der Church of Satan und bezeichnete sich selbst als Satanisten. In einem Interview mit dem Visions sagte sie, dass dies „lediglich ein Spaß und ein amüsanter Zeitvertreib für Atheisten sei.“
Im Jahr 2022 gab Gray in einem Interview mit Delaware Online bekannt, sich mittlerweile als nicht-binär und trans zu identifizieren und es bevorzugt, wenn Menschen um sie herum weibliche oder geschlechtsneutrale Pronomen für sie verwenden.

## Karriere

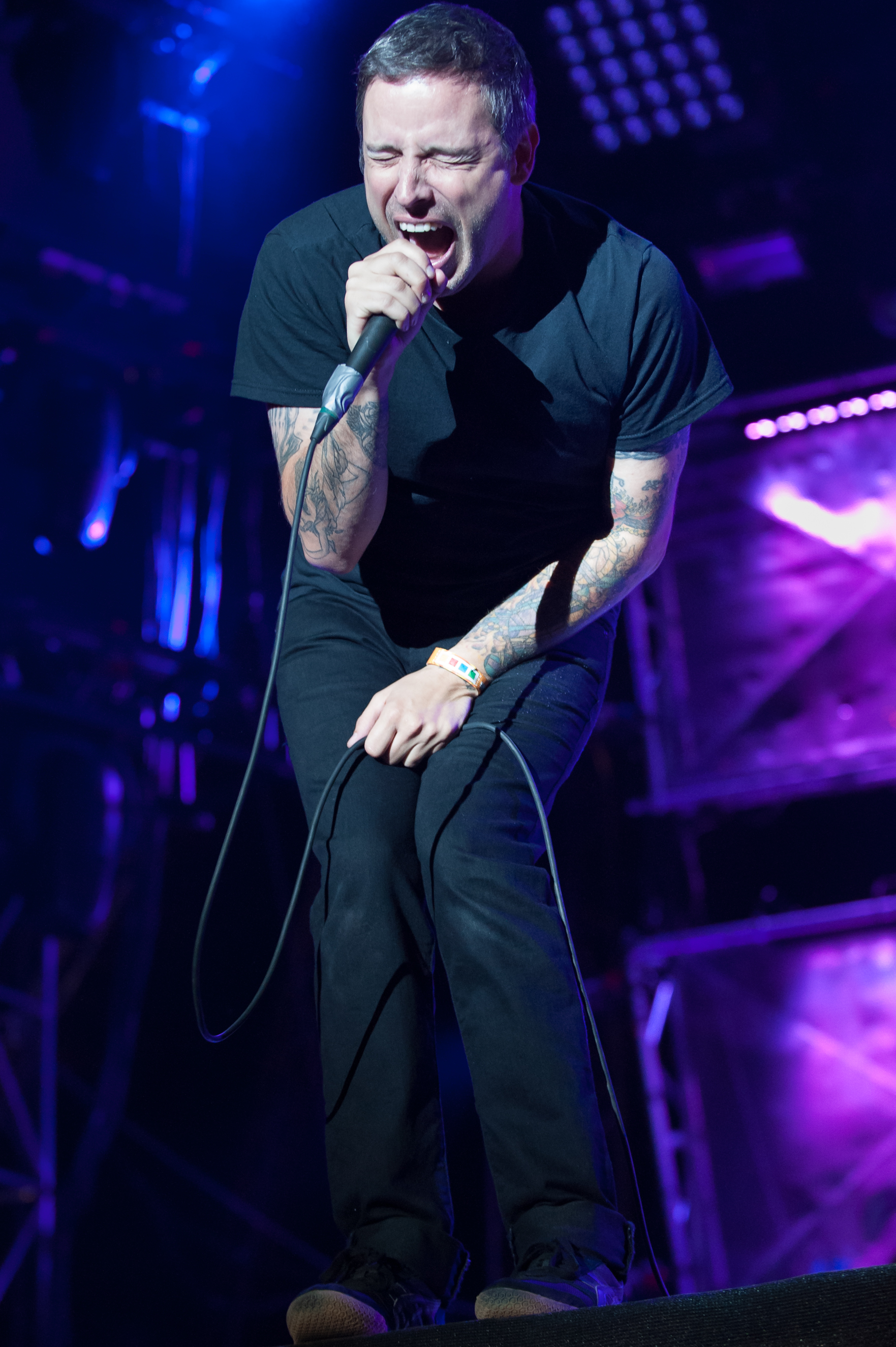
Nathan Gray auf dem Rocco del Schlacko, 2012.

Im Jahr 1994 gründete Gray in Newark, Delaware die Melodic-Hardcore-/Post-Hardcore-Band Boysetsfire. Zu Beginn der Karriere versuchte die Gruppe erfolglos mit selbstaufgenommenen Demos einen Plattenvertrag zu erhalten. Nachdem die ersten EPs in Kleinstauflagen und mit minimalem Budget aufgenommen wurden, schaffte die Gruppe nach ihrer ersten Europatournee mit dem Album After the Eulogy den ersten nennenswerten Erfolg. Mit dem 2003 über Wind-Up Records veröffentlichten Album Tomorrow Come Today gelang der Gruppe letztendlich der Durchbruch. Allerdings kam es zu einem Streit zwischen den Musikern und ihrer Plattenfirma, da diese der Band einen externen Songwriter beim Schreiben der Stücke zur Seite stellen wollte. Boysetsfire wechselten daraufhin zu Equal Vision Records und Burning Heart Records, die die Veröffentlichung der Alben The Day the Sun Went Out als Neuauflage und The Misery Index: Notes from the Plague Years übernahmen. Im Jahr 2007 trennte sich die Gruppe. Sie fand drei Jahre später, im Jahr 2010 erneut zusammen.
Nach dem zwischenzeitlichen Aus der Band Boysetsfire gründete Gray die Post-Hardcore-Band The Casting Out, welche zwischen 2007 und 2010 bestehen und in diesem Zeitraum zwei EPs sowie zwei Alben veröffentlichen sollte. In Deutschland sollte die Gruppe durch einen Auftritt in der Seifenoper Gute Zeiten, schlechte Zeiten Bekanntheit erlangen. Kurz nach dem Ende dieser Band rief Nat Gray The New Recruits, eine Punkrock-Band ins Leben.
Im Jahr 2011 gründete sie zudem die Metalcore-Gruppe I Am Heresy, in welcher auch ihr Sohn Simon als Gitarrist mitwirkte. In der vierjährigen Bestehenszeit veröffentlichte Gray mit der Band mit O Day Star, Son of Dawn eine EP sowie mit dem gleichnamigen I Am Heresy und Thy Will zwei vollwertige Studioalben. Die Band löste sich auf, weil sich Gray um ihr Solo-Projekt und Boysetsfire kümmern wollte, die seit 2013 erneut aktiv sind. Ihre Debüt-EP Nthn Gry erschien am 7. August 2015. Am 19. Januar 2018 erschien das Soloalbum Feral Hymns, auf dem Gray mit Akustik-Gitarren, Streichern und Klavier neue musikalische Wege beschreitet. Im Anschluss an das Family First Festival ihrer Hauptband Boysetsfire spielt Nat Gray einige Akustikshows.

## Musik
Gray greift mit Boysetsfire hauptsächlich politische Themen auf. Die Soloalben beinhalten persönlichere Themen.

## Diskografie

### MitBoysetsfire
- 1997: The Day the Sun Went Out (Initial Records, 2005 über Equal Vision Records neu aufgelegt)
- 2000: After the Eulogy (Victory Records)
- 2003: Tomorrow Come Today (Wind-Up Records)
- 2005: Before the Eulogy [reissues.odds and ends.rarities] (B-Seiten und Raritäten, Equal Vision Records)
- 2006: The Misery Index: Notes from the Plague Years (Equal Vision Records/Burning Heart Records)
- 2013: While a Nation Sleeps… (End Hits Records/Bridge 9 Records)
- 2015: Boysetsfire (End Hits Records/Bridge 9 Records)

### MitThe Casting Out
- 2007: Your Last Novelty (EP)
- 2007: The Casting Out (EP)
- 2009: Go Crazy! Throw Fireworks! (Album)
- 2010: The Casting Out!!! (Album, Eyeball Records)

### MitI Am Heresy
- 2012: I Am Heresy (Album, Magic Bullet Records)
- 2013: O Day Star, Son of Dawn (EP, End Hits Records)
- 2014: Thy Will (Album, Century Media)

### Solo
- 2015: Nthn Gry (EP)
- 2017: Until the Darkness Takes Us (Album)
- 2018: Feral Hymns
- 2019: Split-EP mit Jesse Barnett (End Hits Records, Pure Noise Records)
- 2020: Working Title (Pure Noise Records)
- 2021: Rebel Songs (End Hits Records)

## Bücher
- 2016: Until the Darkness Takes Us (Autobiografie, Selbstverlag über Dark Gospel Transmissions)
- 2017: Many Mysterious Monsters (Kinderbuch, Selbstverlag über GraySkale Publishing House)